# 秋川市
秋川市（日语：／ Akigawa shi */?）是東京都西部，多摩地區的一個已不存在的市。